# Nana Mizuki/Diskografie
Diese Diskografie ist eine Übersicht über die musikalischen Werke der japanischen J-Pop-Sängerin Nana Mizuki. Ihr erster veröffentlichter Titel war 1988 Girl’s Age, ein Lied für einen Charakter namens Chisato Kadokura, aus dem Spiel NOëL~La Neige~. Den Schallplattenauszeichnungen zufolge hat sie bisher mehr als 3,8 Millionen Tonträger verkauft.

## Werdegang
Nanas Debütsingle war Omoi im Jahr 2000, gefolgt von zwei weiteren Singles und ihrem Debütalbum Supersonic Girl. Ihr Debütalbum erreichte Platz 60 der japanischen Oricon-Charts. Von da an veröffentlichte sie die nächsten drei Jahre ein Album pro Jahr, Magic Attraction (2002), Dream Skipper (2003) und Alive & Kicking (2004). Ihre Single Innocent Starter (2004) war ihre erste CD, die es in die Top 10 der japanischen Oricon-Charts schaffte und auf Platz 8 landete. Ihr fünftes Album Hybrid Universe (2006) schaffte es auf Position 5 der Charts. Sie baute ihren Erfolg weiter aus und landete mit Eternal Blaze (2005) auf Platz 2 der Charts. Ihr Erfolg blieb ab Eternal Blaze recht konstant, denn alle ihre Singles wurden unter den Top 5 der Charts gelistet.
2009 erreichte ihr siebtes Album Ultimate Diamond Platz 1 der Oricon Weekly Album Charts und Nana wurde somit zur ersten japanischen Seiyū mit einem Album an der Chartspitze. Später folgte ihre Single Phantom Minds (2010), die ebenfalls auf Platz 1 landete. Somit ist Nana auch die erste Seiyū mit einer Single auf Platz 1. Ihr Album Impact Exciter (2010) erreichte Platz 2 der Oricon-Charts. Mizuki ist somit, seit der Einführung der Charts im Jahr 1968, die erste Seiyū, der es gelungen ist, in den Charts ihre Titel zu platzieren.

## Alben

### Studioalben
| Jahr | Titel               | Höchstplatzierung, Gesamtwochen, AuszeichnungChartsChartplatzierungen (Jahr, Titel, Platzierungen, Wochen, Auszeichnungen, Anmerkungen) | Anmerkungen                                                 |
| Jahr | Titel               | JP | Anmerkungen                                                 |
| ---- | ------------------- | --- | ----------------------------------------------------------- |
| 2001 | Supersonic Girl     | JP60 (1 Wo.)JP | Erstveröffentlichung: 5. Dezember 2001                      |
| 2002 | Magic Attraction    | JP21 (5 Wo.)JP | Erstveröffentlichung: 6. November 2002                      |
| 2003 | Dream Skipper       | JP25 (4 Wo.)JP | Erstveröffentlichung: 27. November 2003                     |
| 2004 | Alive & Kicking     | JP17 (6 Wo.)JP | Erstveröffentlichung: 8. Dezember 2004                      |
| 2006 | Hybrid Universe     | JP3 (8 Wo.)JP | Erstveröffentlichung: 3. Mai 2006                           |
| 2007 | Great Activity      | JP2 Gold · (10 Wo.)JP | Erstveröffentlichung: 14. November 2007 Verkäufe: + 100.000 |
| 2009 | Ultimate Diamond    | JP1 Gold · (16 Wo.)JP | Erstveröffentlichung: 3. Juni 2009 Verkäufe: + 100.000      |
| 2010 | Impact Exciter      | JP2 Gold · (17 Wo.)JP | Erstveröffentlichung: 7. Juli 2010 Verkäufe: + 100.000      |
| 2012 | Rockbound Neighbors | JP2 Gold · (20 Wo.)JP | Erstveröffentlichung: 12. Dezember 2012 Verkäufe: + 100.000 |
| 2014 | Supernal Liberty    | JP1 Gold · (15 Wo.)JP | Erstveröffentlichung: 16. April 2014 Verkäufe: + 100.000    |
| 2015 | Smashing Anthems    | JP2 Gold · (14 Wo.)JP | Erstveröffentlichung: 11. November 2015 Verkäufe: + 100.000 |
| 2016 | Neogene Creation    | JP2 (12 Wo.)JP | Erstveröffentlichung: 21. Dezember 2016                     |
| 2019 | Cannonball Running  | JP3 (13 Wo.)JP | Erstveröffentlichung: 11. Dezember 2019                     |
| 2022 | Delighted Reviver   | JP5 (9 Wo.)JP | Erstveröffentlichung: 6. Juli 2022                          |

### Kompilationen
| Jahr | Titel          | Höchstplatzierung, Gesamtwochen, AuszeichnungChartsChartplatzierungen (Jahr, Titel, Platzierungen, Wochen, Auszeichnungen, Anmerkungen) | Anmerkungen                                                 |
| Jahr | Titel          | JP | Anmerkungen                                                 |
| ---- | -------------- | --- | ----------------------------------------------------------- |
| 2007 | The Museum     | JP5 Gold · (17 Wo.)JP | Erstveröffentlichung: 7. Februar 2007 Verkäufe: + 100.000   |
| 2011 | The Museum II  | JP3 Gold · (26 Wo.)JP | Erstveröffentlichung: 23. November 2011 Verkäufe: + 100.000 |
| 2018 | The Museum III | JP2 (24 Wo.)JP | Erstveröffentlichung: 10. Januar 2018                       |

## Singles
| Jahr | Titel Album                                            | Höchstplatzierung, Gesamtwochen, AuszeichnungChartsChartplatzierungen (Jahr, Titel, Album, Platzierungen, Wochen, Auszeichnungen, Anmerkungen) | Anmerkungen                                                |
| Jahr | Titel Album                                            | JP | Anmerkungen                                                |
| ---- | ------------------------------------------------------ | --- | ---------------------------------------------------------- |
| 2000 | Omoi Supersonic Girl                                   | JP184 (2 Wo.)JP | Erstveröffentlichung: 6. Dezember 2000                     |
| 2001 | Heaven Knows Supersonic Girl                           | — | Erstveröffentlichung: 25. April 2001                       |
| 2001 | The Place of Happiness Supersonic Girl                 | — | Erstveröffentlichung: 29. August 2001                      |
| 2002 | Love & History Magic Attraction                        | JP49 (2 Wo.)JP | Erstveröffentlichung: 1. Mai 2002                          |
| 2002 | Powergate Magic Attraction                             | JP50 (3 Wo.)JP | Erstveröffentlichung: 1. Mai 2002                          |
| 2002 | Suddenly: Meguriaete / Brilliant Star Magic Attraction | JP20 (4 Wo.)JP | Erstveröffentlichung: 25. September 2002                   |
| 2003 | New Sensation Dream Skipper                            | JP20 (6 Wo.)JP | Erstveröffentlichung: 23. April 2003                       |
| 2003 | Still In the Groove Dream Skipper                      | JP17 (5 Wo.)JP | Erstveröffentlichung: 16. Juli 2003                        |
| 2004 | Panorama Alive & Kicking                               | JP14 (5 Wo.)JP | Erstveröffentlichung: 7. April 2004                        |
| 2004 | Innocent Starter Alive & Kicking                       | JP9 Gold (Digital) · (8 Wo.)JP | Erstveröffentlichung: 6. Oktober 2004 Verkäufe: + 100.000  |
| 2005 | Wild Eyes Hybrid Universe                              | JP13 Gold (Digital) · (10 Wo.)JP | Erstveröffentlichung: 18. Mai 2005 Verkäufe: + 100.000     |
| 2005 | Eternal Blaze Hybrid Universe                          | JP2 Platin (Digital) · (15 Wo.)JP | Erstveröffentlichung: 19. Oktober 2005 Verkäufe: + 250.000 |
| 2006 | Super Generation Hybrid Universe                       | JP6 (7 Wo.)JP | Erstveröffentlichung: 18. Januar 2009                      |
| 2006 | Justice to Believe / Aoi Iro The Museum Great Activity | JP4 (11 Wo.)JP | Erstveröffentlichung: 15. November 2006                    |
| 2007 | Secret Ambition Great Activity                         | JP2 Gold + Gold (Digital) · (19 Wo.)JP | Erstveröffentlichung: 18. April 2007 Verkäufe: + 200.000   |
| 2007 | Massive Wonders Great Activity                         | JP4 Gold (Digital) · (12 Wo.)JP | Erstveröffentlichung: 22. August 2007 Verkäufe: + 100.000  |
| 2008 | Starcamp EP Ultimate Diamond                           | JP5 (14 Wo.)JP | Erstveröffentlichung: 6. Februar 2008                      |
| 2008 | Trickster Great Activity                               | JP2 Gold · (19 Wo.)JP | Erstveröffentlichung: 1. Oktober 2008 Verkäufe: + 100.000  |
| 2009 | Shin’ai Ultimate Diamond                               | JP2 (18 Wo.)JP | Erstveröffentlichung: 21. Januar 2009                      |
| 2009 | Mugen Impact Exciter                                   | JP3 (15 Wo.)JP | Erstveröffentlichung: 28. Oktober 2009                     |
| 2010 | Phantom Minds Impact Exciter                           | JP1 Gold + Gold (Digital) · (18 Wo.)JP | Erstveröffentlichung: 13. Januar 2010 Verkäufe: + 200.000  |
| 2010 | Silent Bible Impact Exciter                            | JP3 (12 Wo.)JP | Erstveröffentlichung: 10. Februar 2010                     |
| 2011 | Scarlet Knight The Museum II                           | JP2 Gold + Gold (Digital) · (20 Wo.)JP | Erstveröffentlichung: 13. April 2011 Verkäufe: + 200.000   |
| 2011 | Pop Master The Museum II                               | JP3 (19 Wo.)JP | Erstveröffentlichung: 13. April 2011                       |
| 2011 | Junketsu Paradox The Museum II                         | JP3 (13 Wo.)JP | Erstveröffentlichung: 3. August 2011                       |
| 2012 | Synchrogazer Rockbound Neighbors                       | JP2 Platin (Digital) · (16 Wo.)JP | Erstveröffentlichung: 11. Januar 2012 Verkäufe: + 250.000  |
| 2012 | Time Space EP Rockbound Neighbors                      | JP3 (12 Wo.)JP | Erstveröffentlichung: 6. Juni 2012                         |
| 2012 | Bright Stream Rockbound Neighbors                      | JP2 Gold + Gold (Digital) · (12 Wo.)JP | Erstveröffentlichung: 1. August 2012 Verkäufe: + 200.000   |
| 2013 | Vitalization Supernal Liberty                          | JP3 Gold + Gold (Digital) · (14 Wo.)JP | Erstveröffentlichung: 31. Juli 2013 Verkäufe: + 200.000    |
| 2014 | Kindan no Resistance Smashing Anthems                  | JP5 Gold (Digital) · (18 Wo.)JP | Erstveröffentlichung: 15. Oktober 2014 Verkäufe: + 100.000 |
| 2015 | Eden Smashing Anthems                                  | JP2 (14 Wo.)JP | Erstveröffentlichung: 14. Januar 2015                      |
| 2015 | Angel Blossom Smashing Anthems                         | JP4 (13 Wo.)JP | Erstveröffentlichung: 22. April 2015                       |
| 2015 | Exterminate Smashing Anthems                           | JP3 Gold · (11 Wo.)JP | Erstveröffentlichung: 22. Juli 2015 Verkäufe: + 100.000    |
| 2016 | Starting Now! Neogene Creation                         | JP3 (12 Wo.)JP | Erstveröffentlichung: 13. Juli 2016                        |
| 2017 | Destiny’s Prelude The Museum III                       | JP3 (10 Wo.)JP | Erstveröffentlichung: 19. Juli 2017                        |
| 2017 | Testament Impact Exciter                               | JP2 (14 Wo.)JP | Erstveröffentlichung: 19. Juli 2017                        |
| 2018 | Wonder Quest EP –                                      | JP3 (9 Wo.)JP | Erstveröffentlichung: 26. September 2018                   |
| 2018 | Never Surrender –                                      | JP5 (12 Wo.)JP | Erstveröffentlichung: 24. Oktober 2018                     |
| 2019 | Metanoia –                                             | JP8 (13 Wo.)JP | Erstveröffentlichung: 17. Juli 2019                        |
| 2019 | Defender’Z Brand! –                                    | JP13 (6 Wo.)JP | Erstveröffentlichung: 4. September 2019                    |
| 2020 | Fire Scream / No Rain, No Raindow Delighted Reviver    | JP2 (10 Wo.)JP | Erstveröffentlichung: 7. Oktober 2020                      |
| 2021 | Get up! Shout! Delighted Reviver                       | JP5 (15 Wo.)JP | Erstveröffentlichung: 27. Oktober 2021                     |
| 2024 | Adrenalized –                                          | JP7 (11 Wo.)JP | Erstveröffentlichung: 24. April 2024                       |

Weitere Lieder
- 2008: Discotheque (JP: Gold (Digital))
- 2009: Pray (JP: Gold (Digital))
- 2009: Fukaai (JP: Gold (Digital))
- 2011: Himemurasaki (JP: Gold (Digital))
- 2013: Preserved Roses (T.M. Revolution × Nana Mizuki, JP: Gold, JP: Platin (Digital))
- 2013: Revolutionary Duarism (Nana Mizuki × T.M. Revolution, JP: Gold, JP: Gold (Digital))

## Videografie

### Videoalben
| Jahr | Titel                                               | Höchstplatzierung, Gesamtwochen, AuszeichnungChartplatzierungen (Jahr, Titel, Platzierungen, Wochen, Auszeichnungen, Anmerkungen) | Höchstplatzierung, Gesamtwochen, AuszeichnungChartplatzierungen (Jahr, Titel, Platzierungen, Wochen, Auszeichnungen, Anmerkungen) | Anmerkungen                              |
| Jahr | Titel                                               | JP DVD | JP Blu-Ray | Anmerkungen                              |
| ---- | --------------------------------------------------- | --- | --- | ---------------------------------------- |
| 2003 | Nana Clips 1                                        | — | — | Erstveröffentlichung: 22. Januar 2003    |
| 2003 | Nana Mizuki Live Attraction the DVD                 | — | — | Erstveröffentlichung: 26. März 2003      |
| 2004 | Nana Mizuki Live Skipper Countdown the DVD and More | DVD16 (3 Wo.)DVD | — | Erstveröffentlichung: 3. März 2004       |
| 2004 | Nana Clips 2                                        | — | — | Erstveröffentlichung: 7. Juli 2004       |
| 2005 | Nana Mizuki Live Rainbow at Budokan                 | DVD17 (2 Wo.)DVD | — | Erstveröffentlichung: 6. April 2005      |
| 2006 | Nana Clips 3                                        | DVD3 (3 Wo.)DVD | — | Erstveröffentlichung: 18. Januar 2006    |
| 2006 | Nana Mizuki Livedom -Birth- at Budokan              | DVD13 (3 Wo.)DVD | — | Erstveröffentlichung: 21. Juni 2006      |
| 2007 | Nana Mizuki Live Museum x Universe                  | DVD5 (3 Wo.)DVD | — | Erstveröffentlichung: 6. Juni 2007       |
| 2008 | Nana Mizuki Live Formula at Saitama Super Arena     | DVD4 (9 Wo.)DVD | — | Erstveröffentlichung: 9. Mai 2008        |
| 2008 | Nana Clips 4                                        | DVD3 (5 Wo.)DVD | — | Erstveröffentlichung: 2. Juli 2008       |
| 2008 | Nana Mizuki Live Fighter: Blue Side                 | DVD18 (6 Wo.)DVD | — | Erstveröffentlichung: 25. Dezember 2008  |
| 2008 | Nana Mizuki Live Fighter: Red Side                  | DVD16 (6 Wo.)DVD | — | Erstveröffentlichung: 25. Dezember 2008  |
| 2008 | Nana Mizuki Live Fighter: Blue x Red Side           | — | — | Erstveröffentlichung: 25. Dezember 2008  |
| 2009 | Nana Mizuki Live Diamond x Fever                    | DVD12 (4 Wo.)DVD | — | Erstveröffentlichung: 23. Dezember 2009  |
| 2010 | Nana Clips 5                                        | DVD6 (4 Wo.)DVD | — | Erstveröffentlichung: 27. Oktober 2010   |
| 2010 | Nana Mizuki Live Games x Academy: Red               | DVD27 (4 Wo.)DVD | — | Erstveröffentlichung: 22. Dezember 2010  |
| 2010 | Nana Mizuki Live Games x Academy: Blue              | DVD26 (4 Wo.)DVD | — | Erstveröffentlichung: 22. Dezember 2010  |
| 2011 | Nana Mizuki Live Grace -Orchestra-                  | DVD3 (4 Wo.)DVD | Blu-Ray1 (9 Wo.)Blu-Ray | Erstveröffentlichung: 5. Oktober 2011    |
| 2012 | Nana Mizuki Live Castle x Journey -Queen-           | DVD7 (4 Wo.)DVD | — | Erstveröffentlichung: 2. Mai 2012        |
| 2012 | Nana Mizuki Live Castle x Journey -King-            | DVD8 (3 Wo.)DVD | — | Erstveröffentlichung: 2. Mai 2012        |
| 2013 | Nana Mizuki Live Grace -Opus II- x Union            | DVD5 (4 Wo.)DVD | — | Erstveröffentlichung: 1. Mai 2013        |
| 2013 | Nana Clips 6                                        | DVD4 (3 Wo.)DVD | — | Erstveröffentlichung: 11. Dezember 2013  |
| 2014 | Nana Mizuki Live Circus x Circus+ x Winter Festa    | DVD5 (4 Wo.)DVD | — | Erstveröffentlichung: 28. Mai 2014       |
| 2015 | Nana Mizuki Live Flight x Flight+                   | DVD5 (3 Wo.)DVD | — | Erstveröffentlichung: 14. Januar 2015    |
| 2016 | Nana Clips 7                                        | DVD6 (4 Wo.)DVD | Blu-Ray3 (11 Wo.)Blu-Ray | Erstveröffentlichung: 6. April 2016      |
| 2016 | Nana Mizuki Live Galaxy: Frontier                   | — | Blu-Ray3 (8 Wo.)Blu-Ray | Erstveröffentlichung: 14. September 2016 |
| 2017 | Nana Mizuki Live Park × MTV Unplugged: Nana Mizuki  | DVD10 (3 Wo.)DVD | Blu-Ray3 (10 Wo.)Blu-Ray | Erstveröffentlichung: 8. März 2017       |
| 2017 | Nana Mizuki Live Zipang                             | DVD5 (4 Wo.)DVD | Blu-Ray2 (9 Wo.)Blu-Ray | Erstveröffentlichung: 15. November 2017  |
| 2018 | Nana Mizuki Live Gate                               | DVD5 (7 Wo.)DVD | Blu-Ray4 (11 Wo.)Blu-Ray | Erstveröffentlichung: 20. Juni 2018      |
| 2019 | Nana Clips 8                                        | DVD11 (3 Wo.)DVD | Blu-Ray2 (6 Wo.)Blu-Ray | Erstveröffentlichung: 20. März 2019      |
| 2019 | Nana Mizuki Live Grace -OpusⅢ-×Island×Island+       | DVD17 (3 Wo.)DVD | Blu-Ray6 (16 Wo.)Blu-Ray | Erstveröffentlichung: 24. April 2019     |
| 2020 | Nana Mizuki Live Express                            | DVD12 (3 Wo.)DVD | Blu-Ray4 (9 Wo.)Blu-Ray | Erstveröffentlichung: 25. März 2020      |
| 2021 | Nana Acoustic Online                                | DVD12 (3 Wo.)DVD | Blu-Ray3 (9 Wo.)Blu-Ray | Erstveröffentlichung: 7. April 2021      |
| 2022 | Nana Mizuki Live Home × Runner                      | — | Blu-Ray12 (10 Wo.)Blu-Ray | Erstveröffentlichung: 21. Dezember 2022  |
| 2023 | Nana Mizuki Live Heroes＜DVD＞                      | DVD14 (6 Wo.)DVD | Blu-Ray6 (14 Wo.)Blu-Ray | Erstveröffentlichung: 21. Juni 2023      |

### Musikvideos
| Jahr | Titel                | Regisseur(e)      |
| ---- | -------------------- | ----------------- |
| 2001 | Heaven Knows         | Nobuhiro Makino   |
| 2002 | Love & History       | Nobuhiro Makino   |
| 2002 | Power Gate           | Toshiro Yabuki    |
| 2002 | Suddenly: Meguriaete | Toshiro Yabuki    |
| 2002 | Brilliant Star       | Toshimichi Isoe   |
| 2003 | New Sensation        | Toshiro Yabuki    |
| 2003 | Still In the Groove  | Toshiro Yabuki    |
| 2003 | Koishiteru...        | Tsutomu Ohira     |
| 2003 | What Cheer?          | Takahiro Iida     |
| 2004 | Panorama             | Tsutomu Ohira     |
| 2004 | Cherish              | Toshiro Yabuki    |
| 2004 | Innocent Starter     | Tsutomu Ohira     |
| 2004 | Miracle Flight       | Toshiro Yabuki    |
| 2005 | Wild Eyes            | Junpei Fujita     |
| 2005 | Eternal Blaze        | Noriyasu Agematsu |
| 2005 | Rush & Dash!         | Hitoshi Fujima    |
| 2006 | Super Generation     | Junpei Fujita     |
| 2006 | Zankō no Gaia        | Hitoshi Fujima    |
| 2006 | Justice to Believe   | Noriyasu Agematsu |
| 2006 | Aoi Iro              | Kazuma Jo         |
| 2007 | Crystal Letter       | Hitoshi Fujima    |
| 2007 | Secret Ambition      | Kazuma Jo         |
| 2007 | Massive Wonders      | Junpei Fujita     |
| 2007 | Orchestral Fantasia  | Noriyasu Agematsu |
| 2008 | Astrogation          | Jun Suyama        |
| 2008 | Cosmic Love          | Junpei Fujita     |
| 2008 | Trickster            | Noriyasu Agematsu |
| 2008 | Discotheque          | Noriyasu Agematsu |
| 2009 | Shin’ai              | Hitoshi Fujima    |
| 2009 | Etsuraku Camellia    | Shogo Ohnishi     |
| 2009 | Mugen                | Junpei Fujita     |
| 2010 | Phantom Minds        | Kohji Satoh       |
| 2010 | Silent Bible         | Daisuke Kikuta    |
| 2010 | Mysterion            | Masato Nakayama   |
| 2010 | Koi no Yokushiryoku  | Daisuke Kikuta    |
| 2010 | July 7               | Hitoshi Fujima    |
| 2011 | Scarlet Knight       | Hitoshi Fujima    |
| 2011 | Pop Master           | Hitoshi Fujima    |
| 2011 | Junketsu Paradox     | Junpei Fujita     |
| 2012 | Synchrogazer         | Noriyasu Agematsu |
| 2012 | Metro Baroque        | Hitoshi Fujima    |
| 2012 | Bright Stream        | Hitoshi Fujima    |
| 2012 | Lovely Fruit         | Noriyasu Agematsu |
| 2013 | Vitalization         | Noriyasu Agematsu |
| 2014 | Appassionato         | Hitoshi Fujima    |
| 2014 | Kindan no Resistance | Kohji Satoh       |
| 2015 | Eden                 | Hitoshi Fujima    |
| 2015 | Angel Blossom        | Hitoshi Fujima    |
| 2015 | Exterminate          | Hitoshi Fujima    |
| 2015 | Super Man            | Kohji Satou       |
| 2016 | Pray                 | Junpei Fujita     |
| 2016 | Starting Now!        | Junpei Fujita     |
| 2016 | Zettaiteki Kōfukuron | Hitoshi Fujima    |
| 2017 | Destiny’s Prelude    | Kohji Satou       |
| 2017 | Testament            | Junpei Fujita     |
| 2018 | Suiren               | Hitoshi Fujima    |
| 2018 | What You Want        | ats-              |
| 2018 | Never Surrender      | Yusuke Kato       |
| 2019 | Metanoia             | Unbekannt         |
| 2020 | Daybreakers          | Unbekannt         |
| 2020 | Fire Scream          | Unbekannt         |

## Statistik

### Chartauswertung
|                     | JP     |
| ------------------- | ------ |
| Nummer-eins-Alben   | JP2JP  |
| Top-10-Alben        | JP13JP |
| Alben in den Charts | JP17JP |

|                       | JP     |
| --------------------- | ------ |
| Nummer-eins-Singles   | JP1JP  |
| Top-10-Singles        | JP32JP |
| Singles in den Charts | JP41JP |

|                          | JP     |
| ------------------------ | ------ |
| Nummer-eins-Videoalben   | JP1JP  |
| Top-10-Videoalben        | JP27JP |
| Videoalben in den Charts | JP41JP |

### Auszeichnungen für Musikverkäufe
Anmerkung: Auszeichnungen in Ländern aus den Charttabellen bzw. Chartboxen sind in ebendiesen zu finden.
| Land/RegionAuszeichnungen für Musikverkäufe (Land/Region, Auszeichnungen, Verkäufe, Quellen) | Gold       | Platin     | Verkäufe  | Quellen        |
| -------------------------------------------------------------------------------------------- | ---------- | ---------- | --------- | -------------- |
| Japan (RIAJ)                                                                                 | 31× Gold31 | 3× Platin3 | 3.850.000 | riaj.or.jp JP2 |
| Insgesamt                                                                                    | 31× Gold31 | 3× Platin3 |           |                |